# Nomisia excerpta
Nomisia excerpta är en spindelart som först beskrevs av O. Pickard-Cambridge 1872.  Nomisia excerpta ingår i släktet Nomisia och familjen plattbuksspindlar. Inga underarter finns listade i Catalogue of Life.